# Oba (cultura edo)
Nella cultura tradizionale del popolo Edo dell'Africa Occidentale, l'oba è contemporaneamente un re e un capo religioso. L'espressione entrò in uso almeno a partire dal XIII secolo.

## Origine del nome
I re degli Edo iniziarono a chiamarsi "oba" nel XIII secolo, con Eweka I, considerato fondatore del Regno del Benin. Precedentemente, i sovrani edo erano chiamati ogiso, che in lingua edo significa "re del cielo". Le origini del nuovo titolo "oba" non sono chiare. Secondo alcuni, oba sarebbe una parola di origine yoruba per "re". Un'ipotesi di origine del termine dalla lingua edo la ricondurrebbe alla frase o baa ("è difficile"). Un'altra possibilità è che sia abbreviazione di Obagodo, che secondo la tradizione fu il nome del primo ogiso.

## Ruolo culturale
Nelle regioni della moderna Nigeria abitate dagli Edo (il cosiddetto Edoland), l'oba (discendente degli antichi oba di epoca precoloniale) gode ancora di grandissimo rispetto e svolge un ruolo di guida per il suo popolo. Attualmente, la carica di oba è coperta da oba Ewuare ll.
Il ruolo centrale dell'oba nella cultura edo si riflette in molti usi linguistici ancora oggi diffusi. Per esempio, un uomo adulto viene indicato col termine okpioba (letteralmente "uomo dell'oba") e una donna adulta è una okhuoba ("donna dell'oba"). Anche i saluti corrispondenti a "buon mattino", "buon pomeriggio" e "buona sera" menzionano l'oba: oba owie ("re del mattino"), oba avan ("re del pomeriggio"), oba ota ("re della sera").